# Julieta (satélite)
Julieta é um satélite natural interno de Urano. Foi descoberto com imagens tiradas pela sonda Voyager 2 em 3 de janeiro de 1986, e recebeu a designação provisória de S/1986 U 2. Recebeu o nome de uma personagem da peça de William Shakespeare Romeu e Julieta. Julieta também é chamada de Urano XI.
Pouco se sabe sobre Julieta além de sua órbita, diâmetro médio de 93,6 km e albedo geométrico de 0,08. Nas imagens da Voyager 2 Julieta aparece como um objeto alongado com seu eixo maior apontando em direção a Urano. A razão dos eixos de Julieta é de 0,5 ± 0,3. Sua superfície tem coloração cinza.
Julieta pertence ao grupo de satélites Pórcia, o qual também inclui Bianca, Créssida, Desdémona, Pórcia, Rosalinda, Cupido, Belinda e Perdita. Esses satélites possuem órbitas e propriedades fotométricas similares.
Julieta pode colidir com Desdémona dentro dos próximos 100 milhões de anos.